# Hacha de Mammen

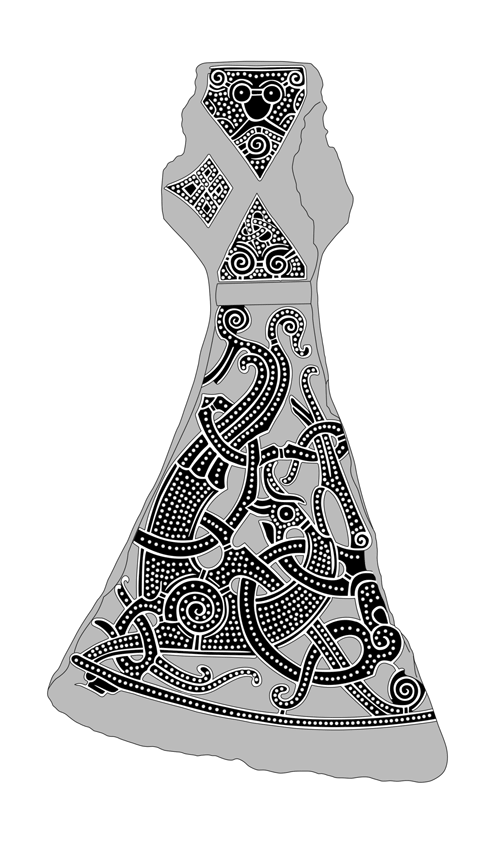
Esquema del hacha de Mammen.

El hacha de Mammen es una pieza arqueológica, una cabeza de hacha vikinga de estilo Mammen. Fue encontrada en unas excavaciones en Jutlandia y fechada a finales del siglo X. Se encuentra actualmente en el Museo Nacional de Dinamarca.

## Características
Es una cabeza de hacha de hierro, con incrustaciones de plata (bjerringhej). Fue colocada en una tumba de un guerrero en Mammen, Dinamarca, a fines del siglo X, exactamente durante el invierno de 970-971. Por sus características, bien pudo ser un regalo del mismo rey Harald Blåtand a uno de sus más fieles guerreros.
La cabeza del hacha está ricamente decorada en ambos lados y probablemente se usaba para rituales religiosos. En un lado aparecen lo que se puede identificar como ornamentos vegetales, o bien ramas entrelazadas o raíces de un árbol, en el otro un dibujo similar pero con un pájaro en el centro. La culata de la cabeza del hacha es plana. Faltaban muchos de los espolones en el orificio del eje, y se tuvo que reconstruir la parte superior del borde.